# Naso

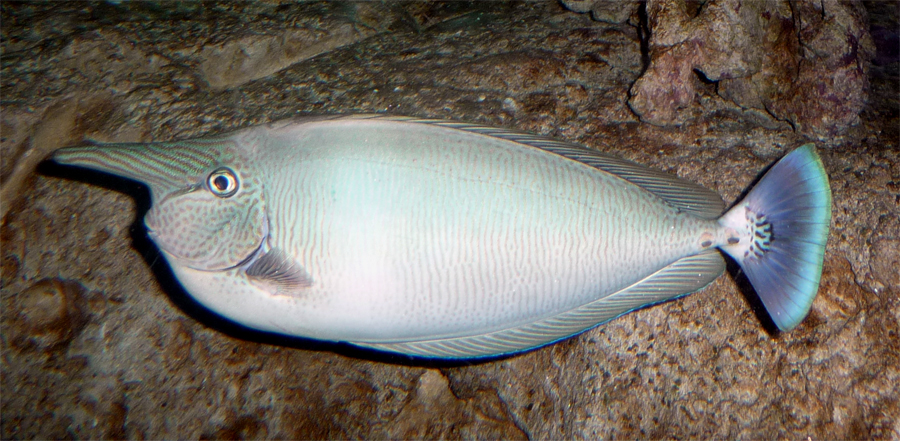
Naso brevirostris

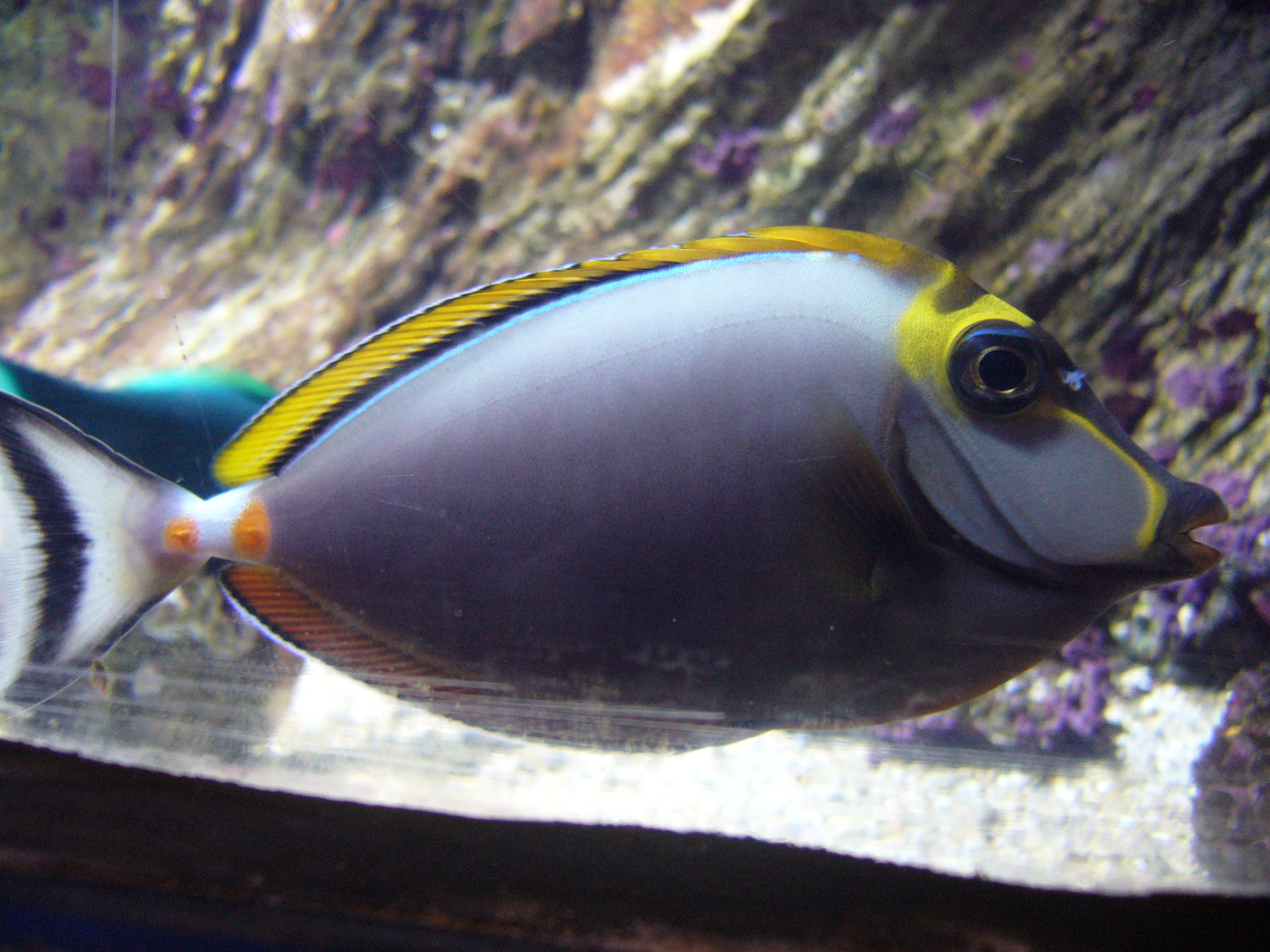
Naso elegans

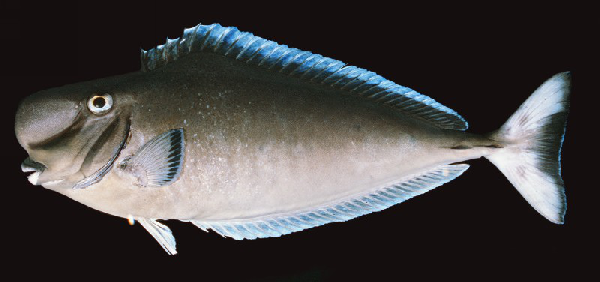
Naso tuberosus

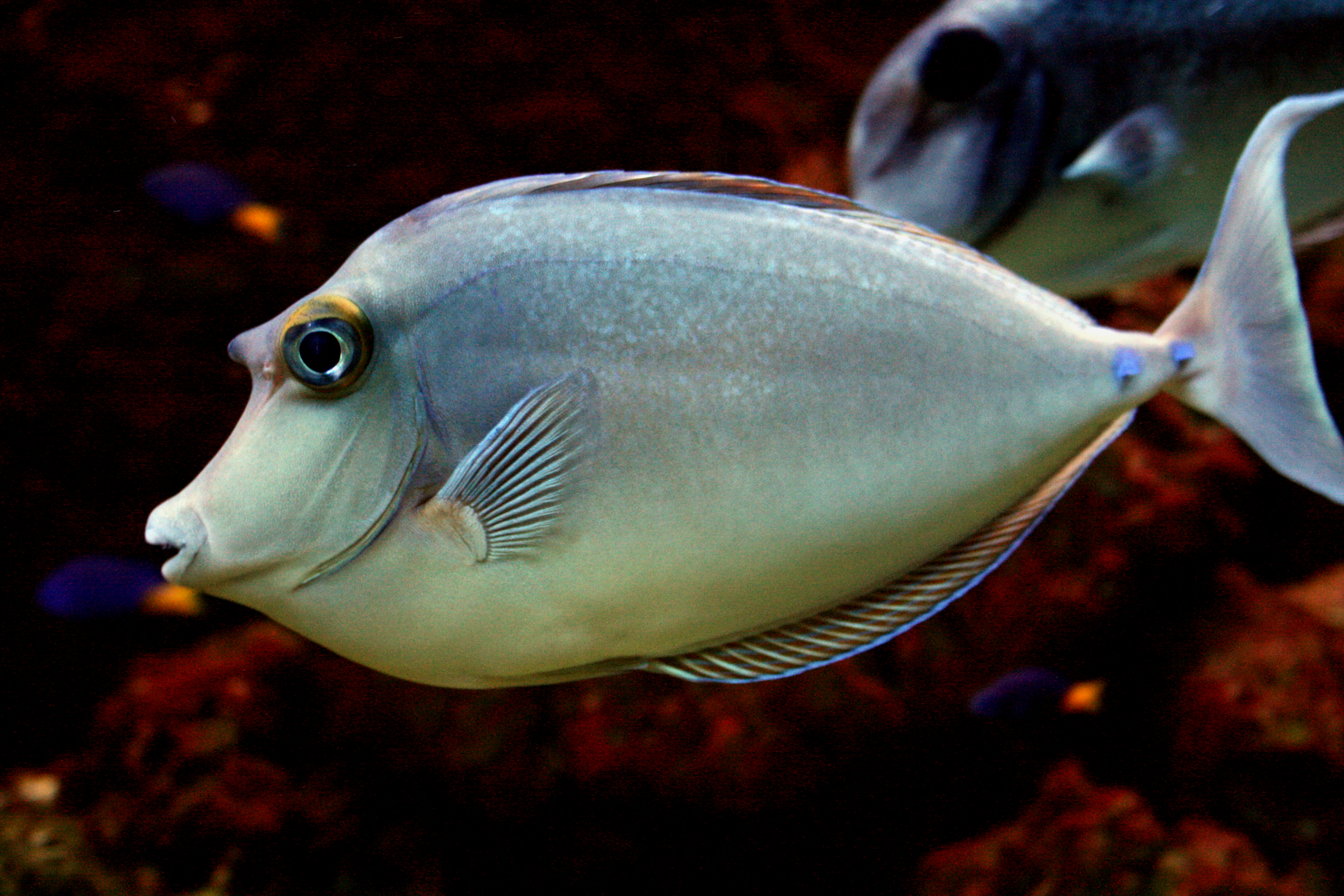
Naso unicornis

A Naso a sugarasúszójú halak (Actinopterygii) osztályának sügéralakúak (Perciformes) rendjébe, ezen belül a doktorhalfélék (Acanthuridae) családjába tartozó nem.

## Előfordulásuk
A Naso-fajok az Indiai- és a Csendes-óceánokban fordulnak elő. Egyes fajaik a Vörös-tengerben is megtalálhatók. Főleg ez óceánok szigetei körül lelhetők fel. Japán déli részétől északabbra, valamint a Lord Howe-szigetcsoporttól és a Tuamotu-szigetektől délebbre nem fordulnak elő. Sokuk a Nagy-korallzátonyon is megfigyelhetők.

## Megjelenésük
E halak testmérete fajonként nagyon változó; a legkisebb 25 centiméter, míg a legnagyobb 100 centiméter hosszú; bár többségük hossza általában 40-60 centiméter között van. Sokuk „szarvval” vagy homlokon levő daganatszerű képződménnyel rendelkeznek; bár vannak fajok, amelyeknél felnőttkorban sem fejlődnek ki az előbbi testrészek. A hátúszójuk a háti résznek majdnem a teljes hosszán fekszik; továbbá egyes Naso hímek farokúszóinak nyúlványain vékony szálak lógnak. A faroktövük két oldalán fajtól eltérően, egy-egy vagy két-két a testszíntől eltérő színezetű, kis lemezkék láthatók. Egyes Naso-fajok rikítóan színesek, míg mások rejtőszíneket viselnek. Néhányuk gyorsan tudja váltani a színét.

## Életmódjuk
Többségük trópusi és tengeri halak, amelyek a korallzátonyokon élnek, bár néhányuk a szubtrópusokon is megél, továbbá a brakkvízbe is beúszik. Majdnem az összes faj a vízalatti sziklafalakat választja élőhelyül, bár a lagúnákba és a nyílt tengerre is be-, illetve kiúsznak. A legtöbb Naso-faj 1-50 méteres mélységben él, bár egyesek 220 méter mélyen is megtalálhatók. Általában mindenevők, de köztük vannak kizárólag növényevők is. Táplálékuk főleg algák, zooplankton, rákok és kagylók.

## Felhasználásuk
A legtöbb fajt ipari mértékben halásszák. Szép színük és érdekes kinövéseik miatt a városi akváriumok szívesen tartják. A Naso-fajok többsége alkalmas az emberi fogyasztásra, de vigyázni kell, mivel egyesek néha ciguatera-mérgezést okozhatnak.

## Rendszerezés
A nembe az alábbi 20 faj tartozik:
- Naso annulatus (Quoy & Gaimard, 1825)
- Naso brachycentron (Valenciennes, 1835)
- foltostüskés unikornishal (Naso brevirostris) (Cuvier, 1829)
- Naso caeruleacauda Randall, 1994
- Naso caesius Randall & Bell, 1992
- Naso elegans (Rüppell, 1829)
- Naso fageni Morrow, 1954
- Naso hexacanthus (Bleeker, 1855)
- rúzsos doktorhal (Naso lituratus) (Forster, 1801)
- Naso lopezi Herre, 1927
- Naso maculatus Randall & Struhsaker, 1981
- Naso mcdadei Johnson, 2002
- Naso minor (Smith, 1966)
- Naso reticulatus Randall, 2001
- Naso tergus Ho, Shen & Chang, 2011
- Naso thynnoides (Cuvier, 1829)
- Naso tonganus (Valenciennes, 1835)
- Naso tuberosus Lacepède, 1801 - típusfaj
- egyszarvú hal (Naso unicornis) (Forsskål, 1775)
- Naso vlamingii (Valenciennes, 1835)